# Американский питбультерьер
Американский питбультерьер (англ. American pitbull terrier), сокращенно питбуль (Pitbull) — американская порода собак.

## Описание
Питбули делятся на два основных типа — терьеры и бульдожий тип, также встречаются эти два смешанных типа. Вес не имеет строгих ограничений и может различаться — от 12 до 27 кг, но обычно 14—27 кг. Окрас у питбультерьера может быть любой (кроме окраса мерль), он может быть как сплошной, так и с отметинами. Уши могут купироваться, могут не купироваться. Хвост не купируют.

## Темперамент
Однозначно описать темперамент питбулей трудно, так как внутрипородные типы сильно отличаются между собой. Однако это собака для опытных собаководов (желательно имеющих опыт в дрессировке). Характер у питбультерьеров волевой, они отличаются повышенной азартностью и сильным боевым духом. Склонны к зооагрессии, охране ресурсов.
Питбультерьер пригоден для содержания в городской квартире, при условии регулярных умственных и физических нагрузок.
Питбуль может проявить защитно-оборонительную реакцию и агрессию в ситуациях, которые сочтёт опасными. Однако агрессия к людям в целом не свойственна этой породе. Питбуль — человеко-ориентированная собака, ему требуется внимание и общение с хозяином. Если не уделять питбулю достаточно времени и не обеспечивать достаточных нагрузок, он может развить синдромы тревожного поведения, начать портить имущество, лаять и выть, находясь один. Один из советов для ответственного владельца питбультерьера в частности следующий: «Никогда не оставляйте своего питбультерьера наедине с другой собакой (или вообще любым животным). Питбуль известен своей зооагрессивностью и вполне возможно, что он может вступить в борьбу с другими питомцами или животными».

## История
Несмотря на то, что питбультерьер является предком американского стаффордширского терьера, он до сих пор считается непризнанной Международной кинологической федерацией (FCI) породой. Внешний вид породы до сих пор не имеет строгих стандартов. Порода американский питбультерьер зарегистрирована в UKC.
Питбультерьеры всегда были довольно популярной породой в Америке. Они широко использовались для участия в собачьих боях вместе с другими породами собак. При создании породы использовали бульдогов и терьеров. От первых питбули получили силу и упорство, от вторых — быструю реакцию.
После признания собачьих боёв в США нелегальными, за питбультерьерами был введен жёсткий контроль, разведение данной породы собак было запрещено. СМИ начали публиковать новости о нападениях питбуллей на людей, чтобы распространить среди общества мнение об опасности этой породы.
На сегодняшний день американский питбультерьер весьма популярен как в США, так и в странах СНГ. Питбультерьеры используются на службе как в американской, так и в российской полиции. Они имеют прекрасное обоняние и специализируются на поиске наркотиков и взрывчатки.

## Происхождение названия
Питбультерьер (от англ. pit — яма). Первоначально его называли «питдог» (рус. бойцовая собака), «хаф энд хаф» (рус. 50 на 50), «бульэндтерьер» (рус. бульдог и терьер), «американский бультерьер», «янки-терьер», со временем сформировалось окончательное название, ставшее официальным — «питбультерьер» (рус. бойцовый бульдого-терьер), которое в народе было сокращено до «питбуль». «Питбуль» считается неправильным названием, так как в переводе означает «бойцовый бык».

## Стандарт породы по UKC
- Страна происхождения: США.

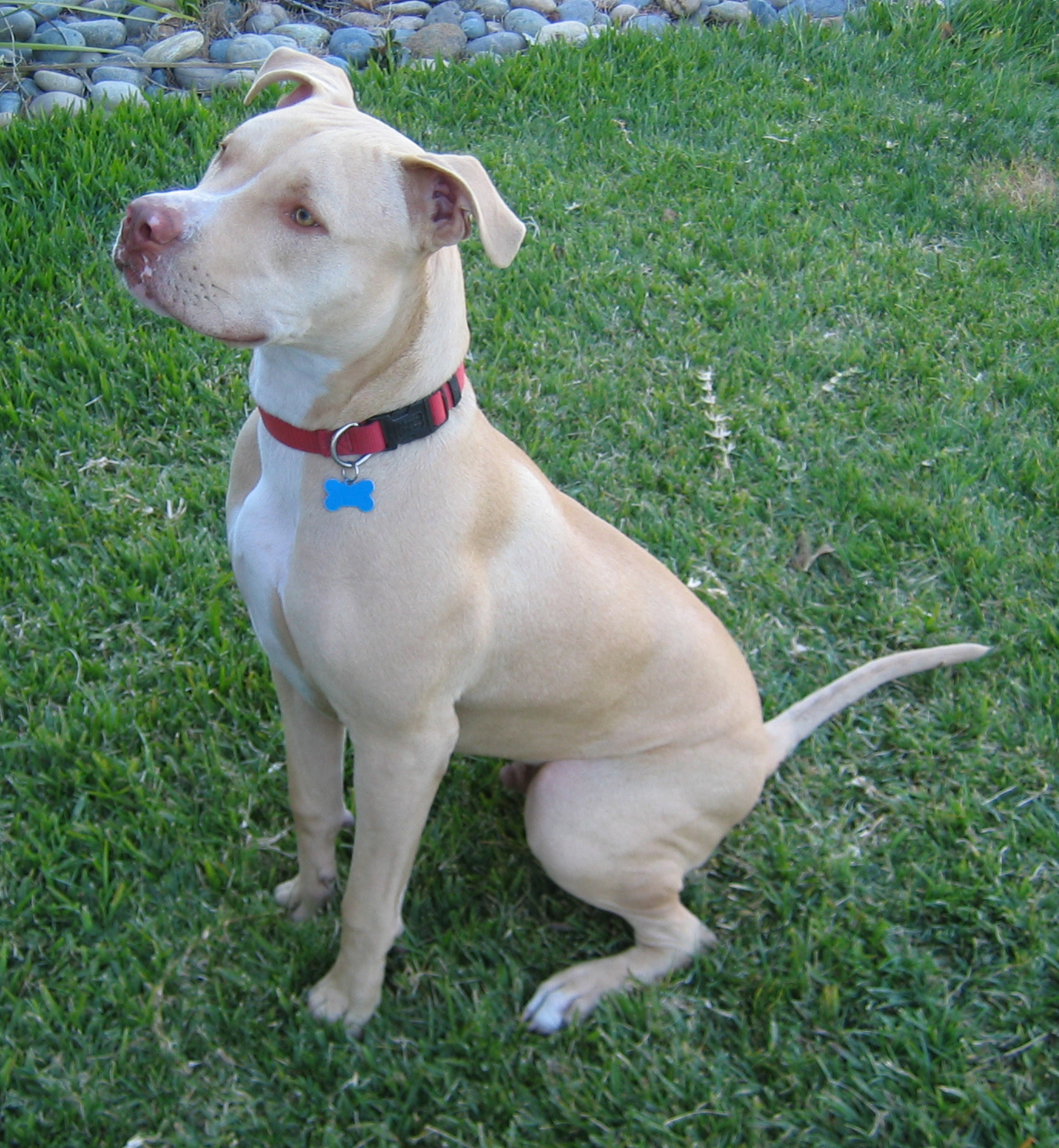
Палево-белый АПБТ

- Голова большая и широкая, но при этом не диспропорциональная корпусу собаки. Спереди форма головы напоминает широкий тупой клин. При осмотре в профиль линия верха черепа и морды параллельны друг другу и соединены хорошо различимым, умеренно глубоким стопом
- Череп крупный, плоский или слегка округлый, глубокий, широкий между ушами.
- Морда широкая и глубокая, суживается от стопа к носу.
- Челюсти сильные, крепкие.
- Прикус ножницеобразный.
- Уши естественные или купированные, высоко поставленные.
- Глаза миндалевидные, широко расставлены и низко расположены на черепе.
- Цвет любой.
- Мочка носа любого цвета с широко раскрытыми ноздрями.
- Шея сухая, мускулистая, слегка выпуклая, расширяющаяся к холке.
- Лопатки сильные, мускулистые, широкие и косо поставленные.
- Спина короткая и сильная, слегка покатая от холки до основания хвоста.
- Поясница короткая, мускулистая. Круп слегка скошен.
- Грудная клетка глубокая, но не слишком широкая. Истинные рёбра умеренно выпуклые, тесно прилегают друг к другу, эластичные, ложные рёбра длинные.
- Хвост короткий по сравнению с размером собаки, низко поставленный, сужающийся к концу. В движении и при возбуждении поднимается до линии спины.
- Конечности с длинными, округлыми и крепкими костями без элементов грубости или загруженности. Пясти прямые, отвесные, крепкие. Лапы средних размеров. Движения лёгкие, пружинящие. Ходьба в развалку или иноходь не допускаются. Бёдра длинные, мускулистые. Скакательные суставы низко опущены, плюсны короткие, отвесные.
- Шерсть блестящая, короткая, плотно прилегающая, жёсткая на ощупь, без подшерстка; живот без волосяного покрова.
- Окрас любой, кроме мерль.
- Вес от 15,9 до 27,2 кг (кобели), от 13,6 до 22,7 кг (суки) [3]

## Американский питбультерьер как опасная собака
Американские питбультерьеры запрещены к содержанию в ряде стран (например Германия, Дания, Норвегия, Швейцария, ) введены ограничения на владение этой породой, как правило в виде ограничений при выгуле, запрета на владение несовершеннолетними, обязательного страхования ответственности и т. п. (Украина, Белоруссия, Польша, Испания, Ирландия, Франция); к ограничениям во владении часто добавляется запрет на ввоз в страну, разведение, продажу, покупку, рекламу (Великобритания, Израиль, Турция, Румыния, Австралия, Новая Зеландия). Запрет на владение или ограничения введены в 53 странах мира. В США нет федерального закона, но ограничения вводятся на уровне штатов и меньших административных единиц, ограничения или запрет на владение опасными породами собак, в большинстве американскими питбультерьерами, введены в 39 штатах.
Утверждается, что в США питбультерьеры являются виновниками 66,4 % смертельных случаев от числа всех смертей человека от укусов собак в целом. Исследования, проведённые Национальным центром биотехнологической информации США в течение полутора лет 2012—2013 годов показали, что из 334 нападений собак в 34 % случаев нападали питбультерьеры, они же стали виновниками 32 % травм лица и шеи из зафиксированных 101 случая, при этом установлено, что от травм лица и шеи значительно чаще страдают дети (медианный возраст пострадавших от укусов собак в целом составляет 26 лет, медианный возраст получивших повреждения головы и шеи — 6 лет). Установлено, что 94 % случаев травм лица и шеи после нападения питбультерьеров требовали посещения врача (в сравнении с 50 % травм вследствие нападений других пород) и в 5 раз чаще требовали хирургического лечения. При этом также отмечено что питбультерьеры в 1,31 раза чаще относительно других пород нападали на незнакомцев и в 1,48 раза чаще агрессия питбультерьеров была не провоцированной потерпевшими.
Наиболее распространяемую в интернете статистику собрали и составили некоммерческие организации DogBite.org и Animal 24/7. По их словам, данные они брали из СМИ. Мерритт Клифтон, создатель Animal 24/7, утверждает, что имеет полную картину ситуации. Коллин Линн, основательница DogBite.org, пользующаяся для ведения статистики диаграммами, составленными Animal 24/7, ведёт и собственный подсчёт нападений собак, причём в статистику смертей от нападений собак входят и те случаи, в которых собаки виноваты лишь косвенно. По совместной статистике Dogbite.org и Animal 24/7 в период с 1982 по 2016 год жертвами нападений собак стали 5756 человек, причём в 78 % случаев серьёзных нападений виновны питбультерьеры, хотя по данным Правительственного агентства Министерства здравоохранения США только на 2008 год приходится 9500 случаев покусов собаками без указания пород напавших на людей собак. У Американского Общества пластических хирургов примерно та же статистика. Таким образом, по статистике этих двух источников здравоохранения, нападений за 2008 год больше, чем за 34 года по статистике DogBite.org и Animal 24/7, что говорит о недостоверности данных последних источников.